# Schitu Duca, Iași
Schitu Duca este satul de reședință al comunei cu același nume din județul Iași, Moldova, România.

## Legături externe
Materiale media legate de Schitu Duca la Wikimedia Commons